# Klasztor Kapucynów w Ostrogu
Klasztor Kapucynów w Ostrogu – dawny rzymskokatolicki klasztor męski w Ostrogu, wzniesiony w poł. XVIII w. Obecnie (pocz. XXI w.) siedziba Narodowego Uniwersytetu "Akademia Ostrogska".

## Historia
Klasztor kapucynów został ufundowany przez wojewodę wołyńskiego, księcia Janusza Sanguszkę, zaś kompleks budynków dla zakonników powstał w połowie XVIII w. W 1778 gotowy klasztor poświęcił sufragan łucki, biskup Franciszek Komornicki. Klasztor w Ostrogu był znany na Wołyniu z prowadzenia bezpłatnej apteki dla ubogich.
Konwent kapucyński istniał w Ostrogu do kasaty klasztorów rzymskokatolickich w zaborze rosyjskim w ramach represji po powstaniu listopadowym. W budynkach klasztornych władze carskie urządziły więzienie. Działało ono przez czterdzieści cztery lata. W 1876, po utworzeniu przez rosyjską arystokratkę Antoninę Błudową prawosławnego Bractwa św. św. Cyryla i Metodego, obiekty te oddano na potrzeby nowo utworzonej organizacji, zaś klasztorny kościół zaadaptowano na cerkiew, usuwając z niego pierwotne barokowe wyposażenie świątyni.
W dwudziestoleciu międzywojenny w pokapucyńskim klasztorze rozlokowano seminarium nauczycielskie, zaś w 1931 w dawnej cerkwi umieszczono katolicką kaplicę szkolną. W sierpniu 1939 do Ostroga wrócili kapucyni, jednak już 17 września tego samego roku opuścili miasto. Wrócili do niego w 1941, w 1944 ich klasztor był ośrodkiem polskiej samoobrony. W 1945 kapucyni ponownie musieli opuścić Ostróg, a ich siedziba została zaadaptowana na cele świeckie. W klasztornym kościele mieściła się sala gimnastyczna, a od 1995 - sala koncertowa. Następnie w budynkach poklasztornych umieszczono Narodowy Uniwersytet "Akademia Ostrogska", nawiązujący do tradycji akademii założonej przez Konstantego Wasyla Ostrogskiego. Odrzucona została sugestia miejscowej parafii katolickiej, by kościół klasztorny zaadaptować na ekumeniczną kaplicę, ostatecznie powstała w nim akademicka cerkiew prawosławna św. Teodora Ostrogskiego.